# Qimei
Qimei (kinesiska: 七美乡, 七美) är en socken i Kina. Den ligger i provinsen Sichuan, i den sydvästra delen av landet, omkring 280 kilometer väster om provinshuvudstaden Chengdu. Antalet invånare är 1 985. Befolkningen består av 978 kvinnor och 1 007 män. Barn under 15 år utgör 32 %, vuxna 15-64 år 61 %, och äldre över 65 år 5,0 %.
Genomsnittlig årsnederbörd är 1 046 millimeter. Den regnigaste månaden är juni, med i genomsnitt 236 mm nederbörd, och den torraste är december, med 2 mm nederbörd.